# Пејсон (Аризона)
Пејсон (енгл. Payson) град је у америчкој савезној држави Аризона. По попису становништва из 2010. у њему је живело 15.301 становника.

## Демографија
Према попису становништва из 2010. у граду је живело 15.301 становника, што је 1.681 (12,3%) становника више него 2000. године.
| Група             | 2000.          | 2010.          |
| Белци             | 12.438 (91,3%) | 13.126 (85,8%) |
| Афроамериканци    | 36 (0,3%)      | 65 (0,4%)      |
| Азијати           | 72 (0,5%)      | 101 (0,7%)     |
| Хиспаноамериканци | 708 (5,2%)     | 1.481 (9,7%)   |
| Укупно            | 13.620         | 15.301         |